# Portland
Portland je město na severozápadě amerického státu Oregon. Město leží na řece Willamette nedaleko od soutoku s řekou Columbií. Vzdálenost od pobřeží Pacifiku je přibližně 110 km. Ve městě žije přibližně 653 tisíc obyvatel a v jeho metropolitní oblasti kolem dvou milionů obyvatel. Ve městě i v regionu je budován rozsáhlý systém veřejné dopravy. Byl pojmenován podle Portlandu v Maine.

## Historie

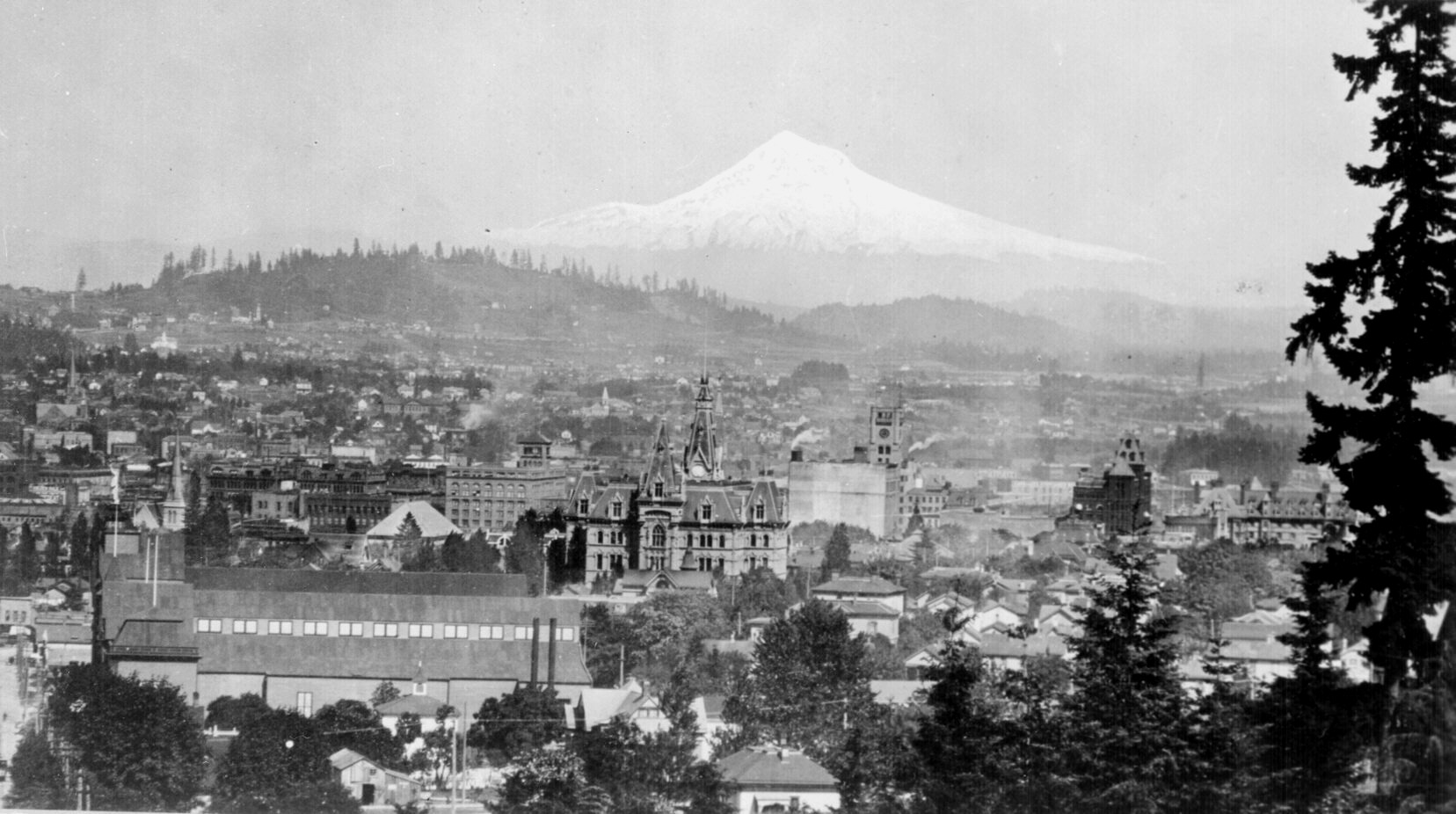
Portland 1890

Portland byl založen 8. února roku 1851. V době svého založení měl 800 obyvatel. Zakladatelé si ho vybrali pro úrodnou oblast v údolí řeky, přičemž hluboký tok řeky a vzdálenost od Tichého oceánu, z něj činily ideální obchodní přístav. Původně dřevěné domy brzy nahradily zděné domy s gotickými štíty. V roce 1879 byl počet obyvatel okolo 18 000, v roce 1890 již 46 000. Nicméně po zbytek 19. stol. Portland neměl dobrou pověst, byl známý hazardem a prostitucí. V roce 1905 hostilo město světový veletrh, po této významné události došlo k více než zdvojnásobení počtu obyvatel, z 90 000 v roce 1900 na 207 000 v roce 1910. V průběhu druhé světové války došlo k průmyslovému rozvoji Portlandu, byly založeny dvě loděnice. V 70. letech zažilo město divokou výstavbu dálnic a parkovišť, zatímco historické budovy v centru chátraly. Později byl tento nekontrolovaný „růst“ města zastaven, beton nahradily cihly, některé silnice byly zrušeny a byla vytvořena nová urbanistická koncepce města. V 90. letech 20. stol. došlo k dalšímu přílivu nových obyvatel. Okolní příroda, levnější nájemné a pracovní příležitosti v oblasti grafického designu, internetového průmyslu a firmách jako je Doc Martens, Nike, Adidas, přilákaly do města stovky až tisíce lidí zejména ve věku 20 až 30 let.

## Městské čtvrtě

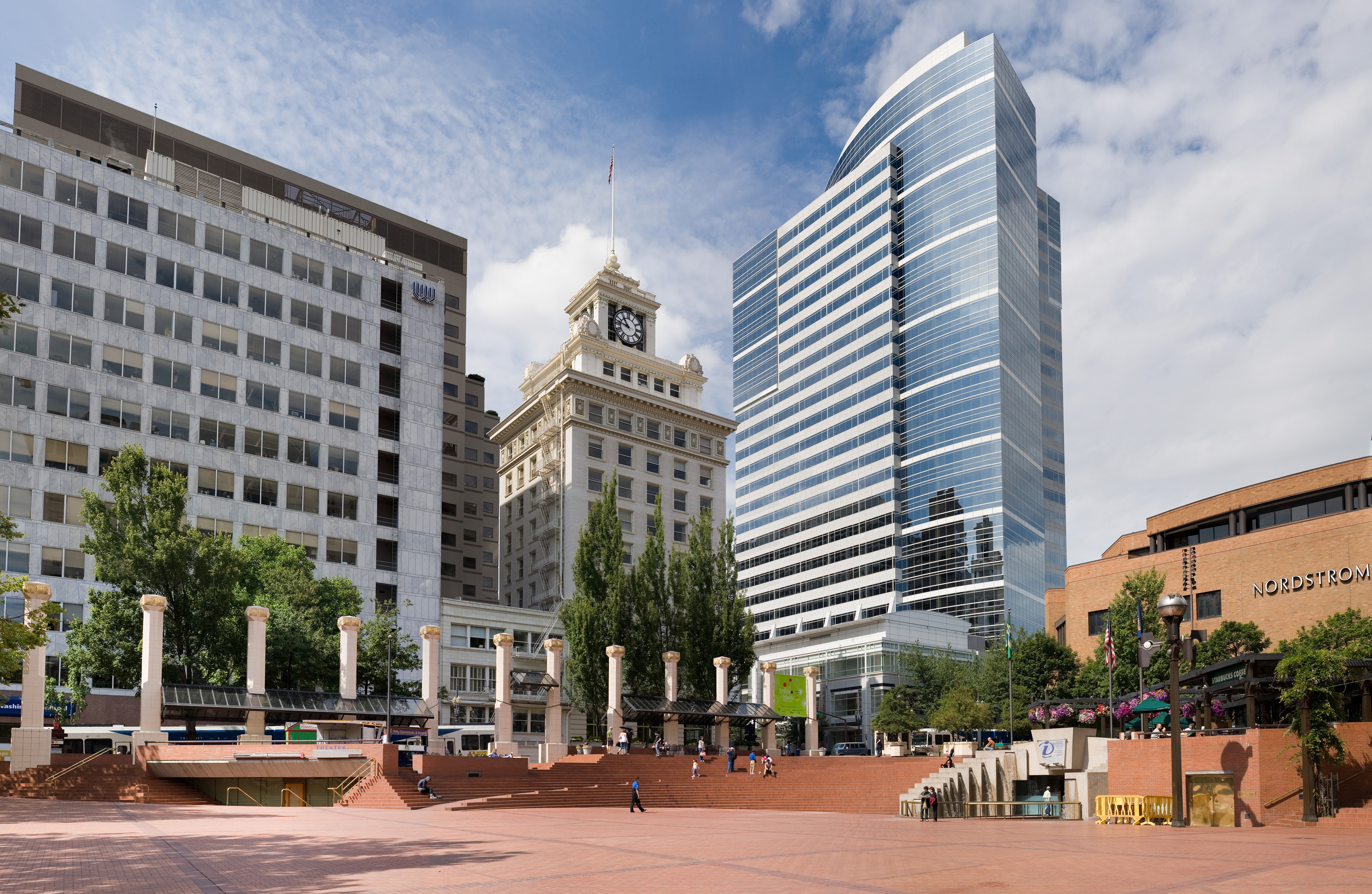
Náměstí Pioneer

Portland si dokázal uchovat atmosféru menšího města, historická část města má zachovalou neoklasicistní architekturu, v centru města se dá snadno pohybovat pěšky, město má krátké bloky ulic, poloviční než je v Americe obvyklé.

### Downtown a Tom McCall Waterfront Park

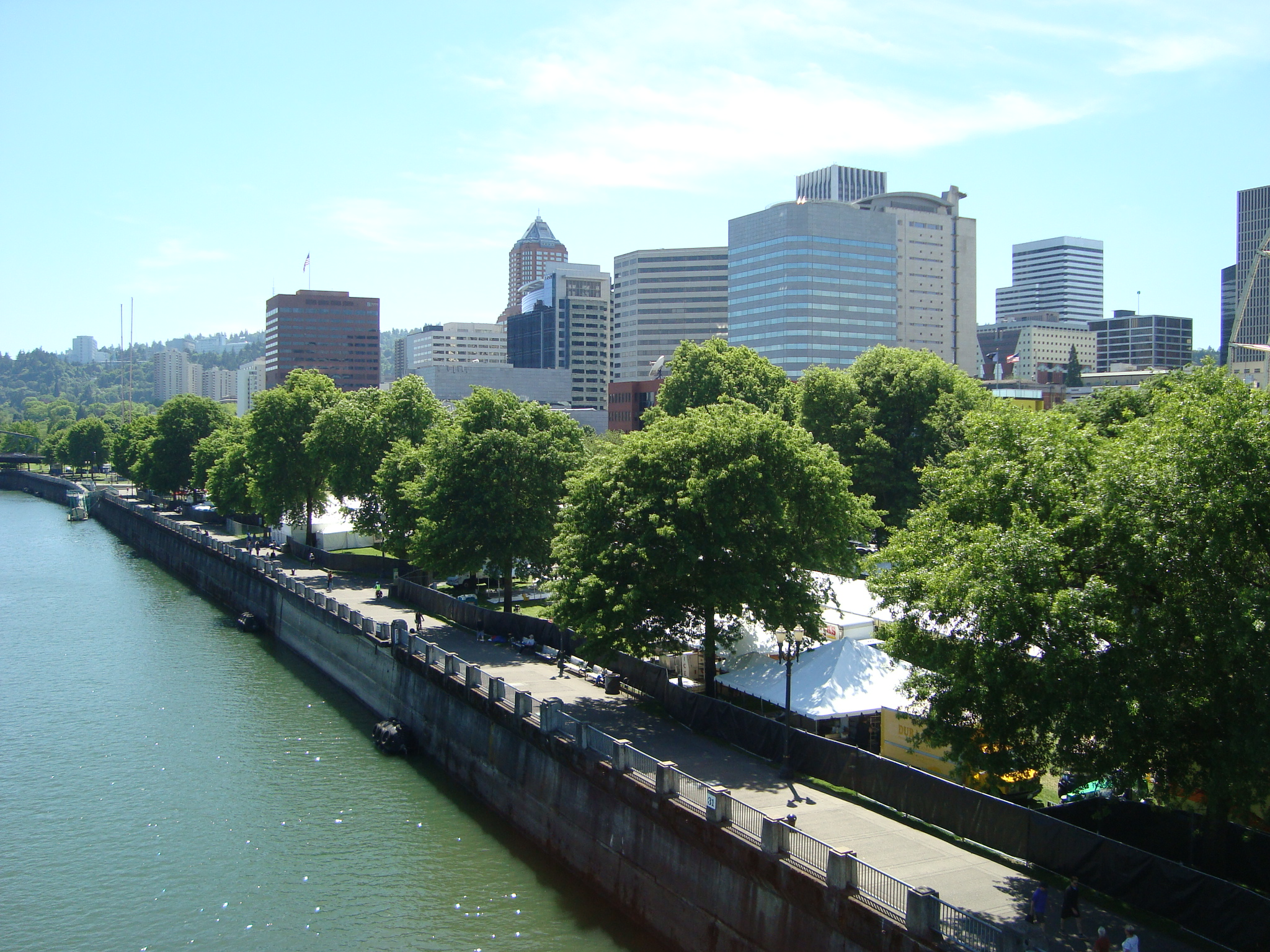
Západní nábřeží, Tom McCall W. Park

Centrum města leží na západním břehu řeky Willamette, přibližně mezi mosty Hawthorne Bridge a Brodway Bridge. Na východním břehu řeky se nachází především obytné čtvrti. Středem města je náměstí Pioneer Courthouse Square ve čtvrti Downtown. Je pojmenované podle budovy Pioneer Courthouse, kde je soudní dvůr. V dané oblasti města se nachází především divadla, muzea a obchodní domy. Jednou z hlavních ulic je Broadway, kde jsou v blízkém okolí obchodní dům Nike Town, divadlo Paramount nebo Portland Art Museum. Jihozápadně od náměstí leží podlouhlý park South Park Blocks. Za nejvýznamnější stavbu je považovaná 70 metrů vysoká Portland Building z roku 1982. Případně budova Wells Fargo Center, s výškou 166 m v době svého dokončení, roce 1972, nejvyšší budova ve státě Oregon. Čtyři bloky východně od budov, na nábřeží řeky Willamette, je Tom McCall Waterfront Park. Ve střední části parku je fontána Salmon Street Spring. Východním směrem přes řeku, v dálce (přibližně 75 km), je možné vidět zasněžený vrchol hory Mount Hood (3 426 m) v pohoří Kaskády.

### Old Town
Severně, respektive severozápadně od nábřeží, mezi mosty Burnside a Steel Bridge, leží jedno z prvotních míst osídlení (1843) Old Town, Staré Město. Poněvadž bylo místo často zaplavováno, centrum Portladnu se posunulo jižním směrem a historické budovy se přeměnily na sklady. V současné době jsou v Old Town především galerie, hospody, kavárny a butiky. Zajímavostí je bronzová kašna Skidmore Fountain z 19. stol. na SW Ankeny St. V blízkosti je kolonáda, zrekonstruované divadlo a zeleninové trhy New Market Theatre.

### Čínská čtvrť, Pearl District a Nob Hill
Severně od Burnside St., se nachází Čínská čtvrť. V současnosti jsou zde levnější etnické restaurace, bary a rockové a taneční kluby. Severně od Starého Města a Čínské čtvrtí leží Pearl District. Dříve industriální zóna, nyní čtvrť s elegantními podkrovími, galeriemi, restauracemi a butiky. Západně od Pearl Districtu leží Nob Hill známá svými restauracemi a bary.

## Doprava
I přes to, že je Portland na americké poměry celkem malé město, má rozsáhlý systém veřejné dopravy. Kromě autobusů zde fungují dvě tramvajové sítě – hlavní dopravu obstarávají rychlodrážní tramvaje MAX, které jezdí na třech linkách. Dále zde funguje síť klasických tramvají, mezi které patří i tramvaje z Česka. Rychlodrážní tramvaje MAX obstarávají dopravu velkého množství lidí z předměstí do centra, zatímco klasické tramvaje jezdí jen v centru a slouží spíše jako turistická atrakce, protože tyto tramvaje nejsou v USA příliš časté. Mnohem využívanější jsou právě rychlodrážní tramvaje.

## Demografie

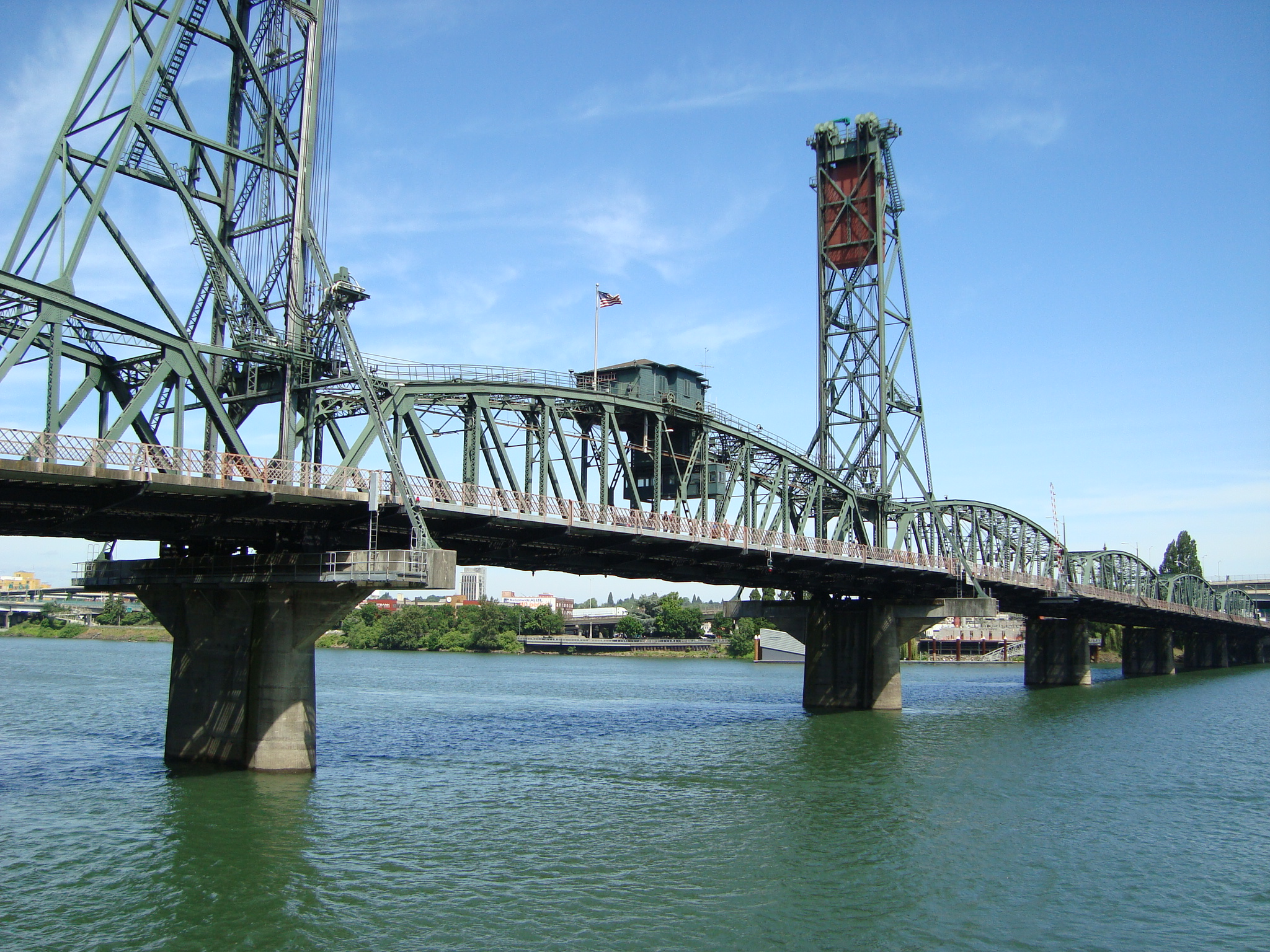
Hawthorne Bridge

Podle sčítání lidu z roku 2010 zde žilo 583 776 obyvatel.

### Rasové složení
- 76,1 % bílí Američané
- 6,3 % Afroameričané
- 1,0 % američtí indiáni
- 7,1 % asijští Američané
- 0,5 % pacifičtí ostrované
- 4,2 % jiná rasa
- 4,7 % dvě nebo více ras

Obyvatelé hispánského nebo latinskoamerického původu, bez ohledu na rasu, tvořili 9,4 % populace.

## Sport
- NBA: Portland Trail Blazers
- MLS: Portland Timbers

## Známí rodáci
- Imogen Cunninghamová (1883–1976), fotografka
- Linus Pauling (1901–1994), kvantový chemik a biochemik, dvojnásobný držitel Nobelovy ceny
- George Dantzig (1914–2005), matematik
- Harry Everett Smith (1923–1991), malíř, experimentální filmař, mystik a antropolog
- Douglas Engelbart (1925–2013), vynálezce a průkopník v počítačové a internetové technologii
- Gordon Scott (1926–2007), herec a kulturista
- Phil Knight (* 1938), miliardář, spoluzakladatel firmy Nike
- Dick Fosbury (1947–2023), atlet, skokan do výšky, olympijský vítěz
- Bruce Abbott (* 1954), herec
- Matt Groening (* 1954), karikaturista a tvůrce animovaných seriálů Simpsonovi a Futurama
- Dan O'Brien (* 1966), atlet, desetibojař, mistr světa a olympijský vítěz
- Tonya Hardingová (* 1970), krasobruslařka
- Danny Way (* 1974), skateboardista
- Katee Sackhoff (* 1980), herečka
- Esperanza Spalding (* 1984), zpěvačka, baskytaristka a kontrabasistka
- Sara Jean Underwood (* 1984), modelka, playmate
- Galen Rupp (* 1986), atlet, běžec-vytrvalec
- Ashton Eaton (* 1988), atlet, desetibojař, mistr světa a olympijský vítěz, světový rekordman
- Ryan Crouser (* 1992), atlet, koulař, dvojnásobný olympijský vítěz

## Galerie

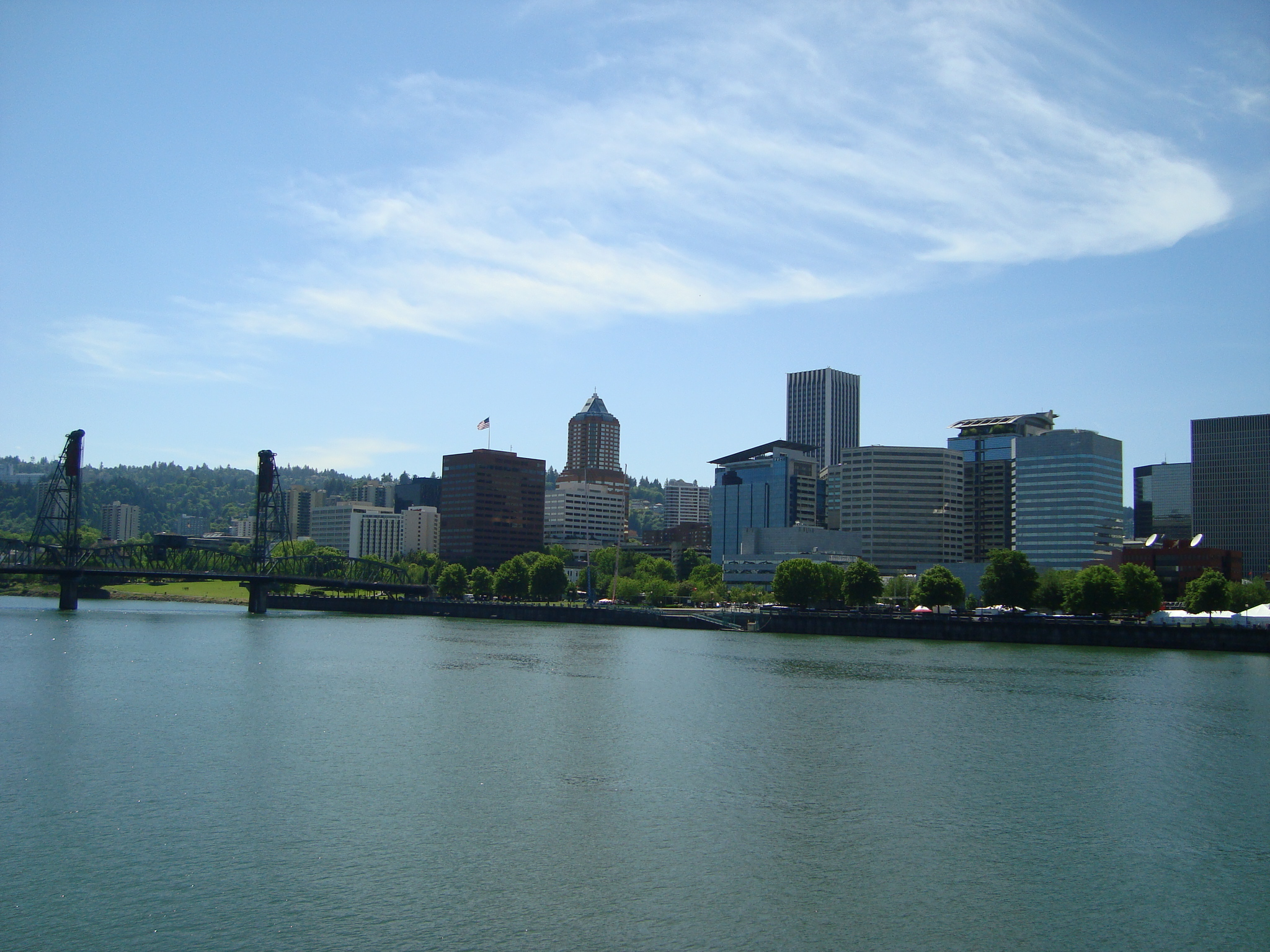
centrum Portlandu a řeka Willamette
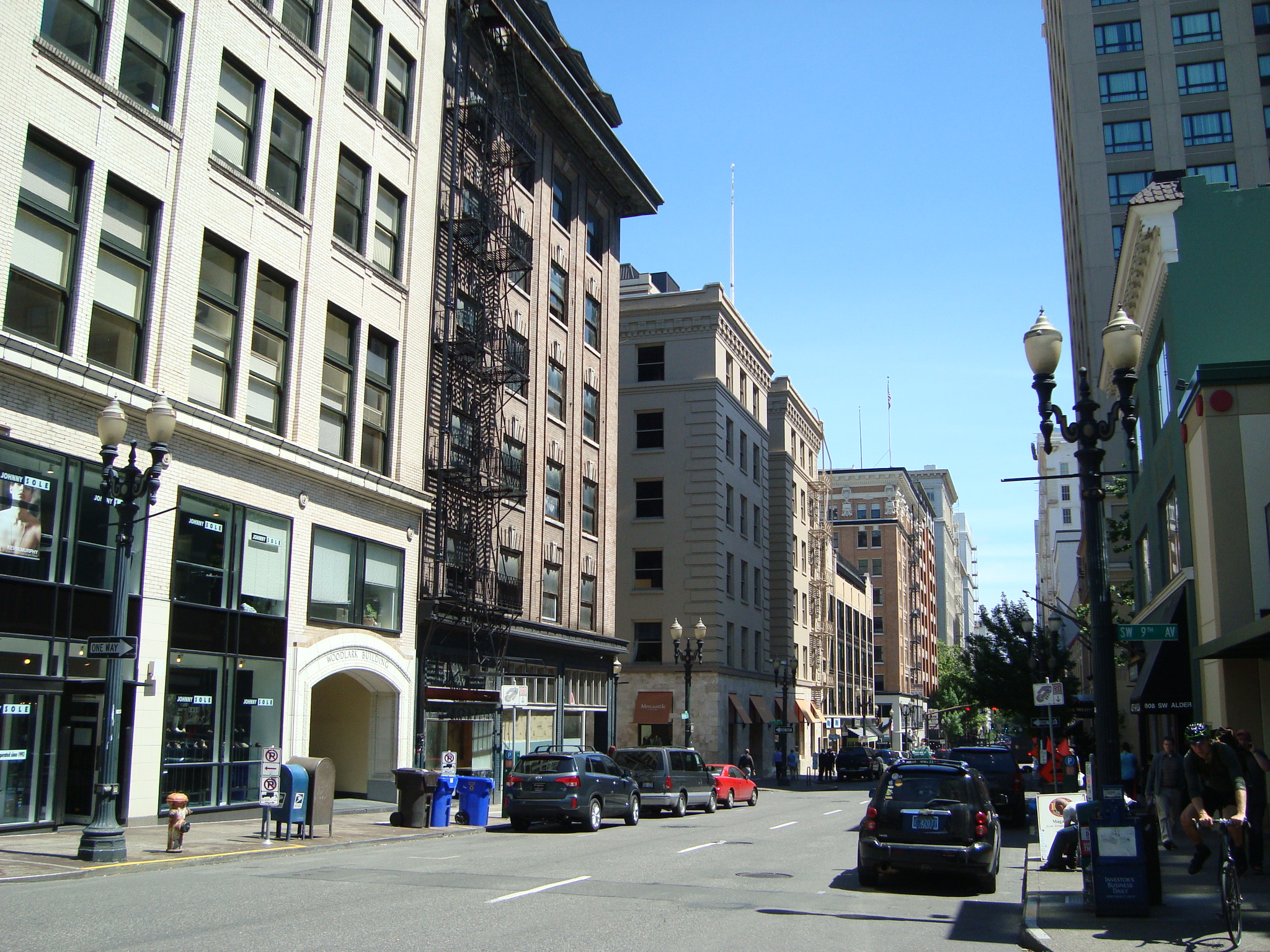
Downtown Portland
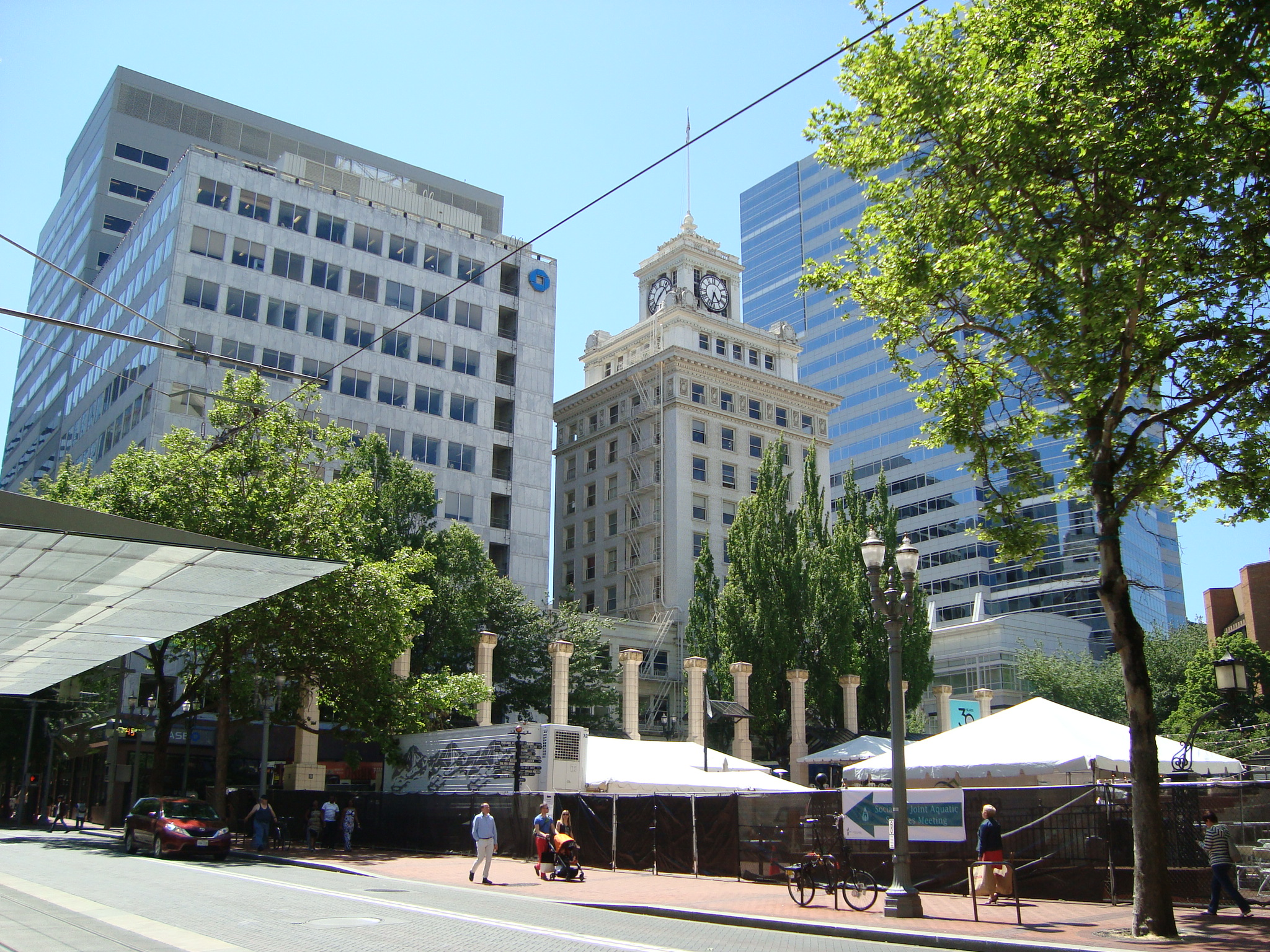
Pioneer Courthouse sq.
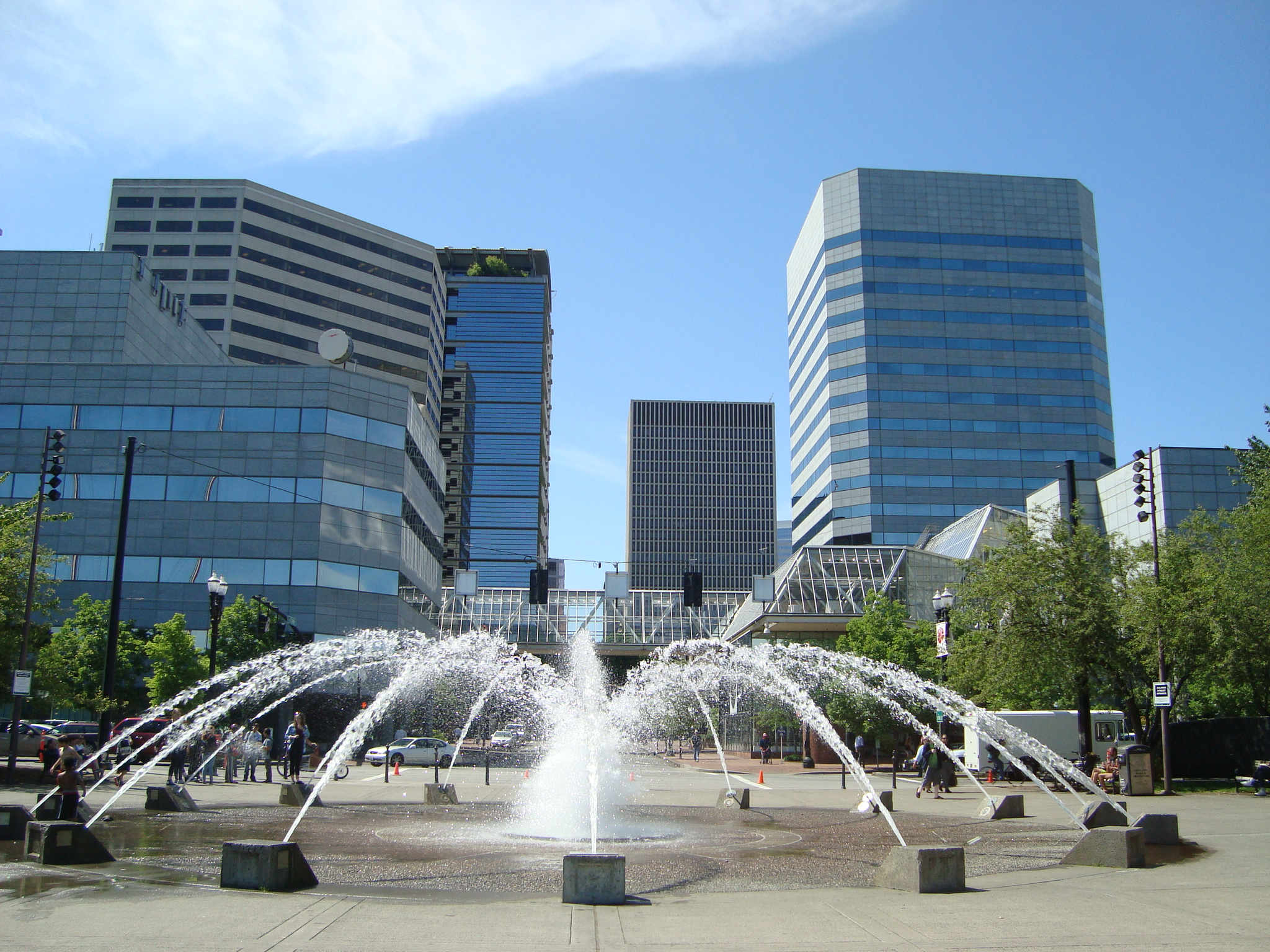
Salmon Street Spring
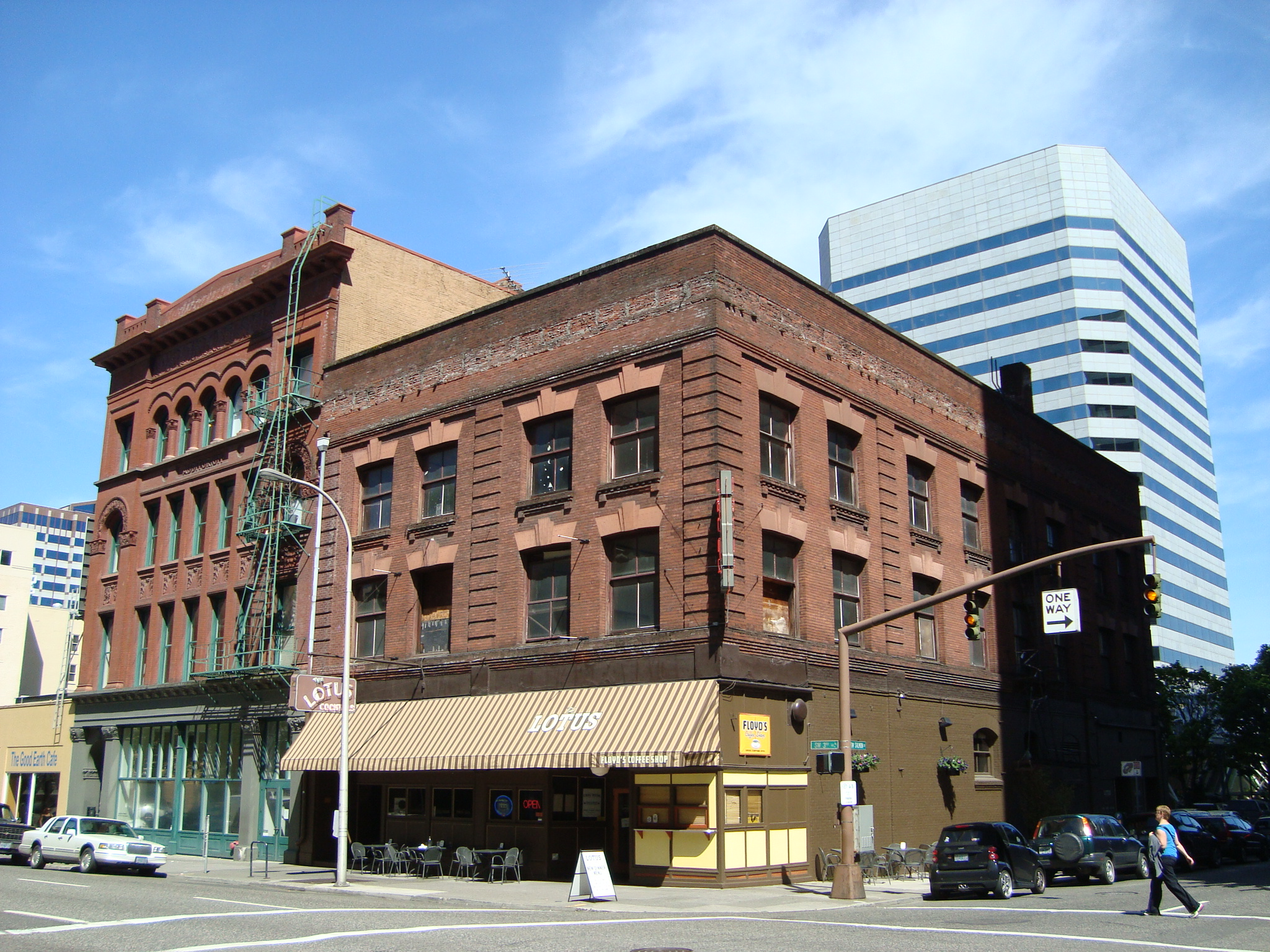
SW 3rd Ave, Downtown
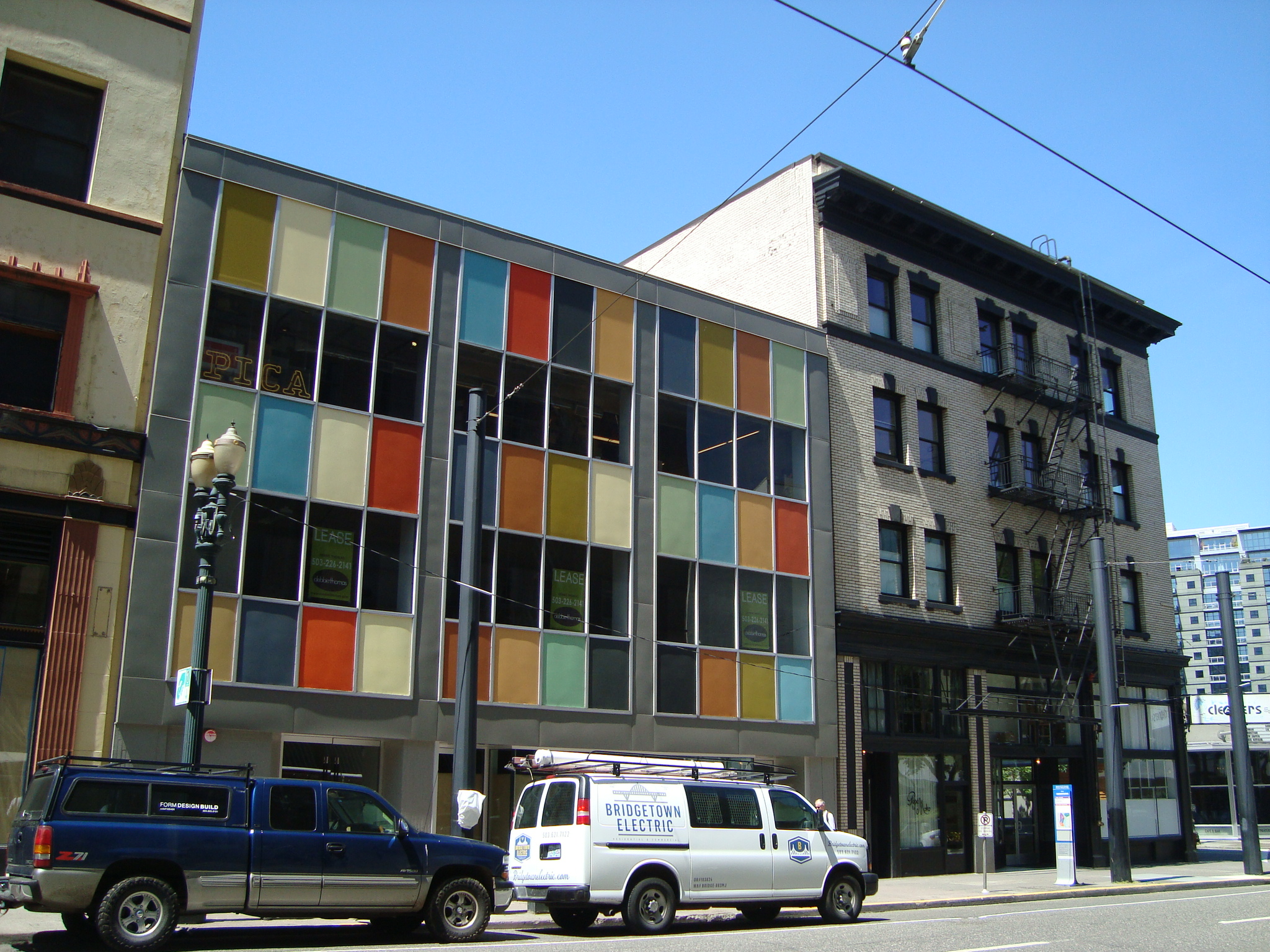
současná a historická zástavba
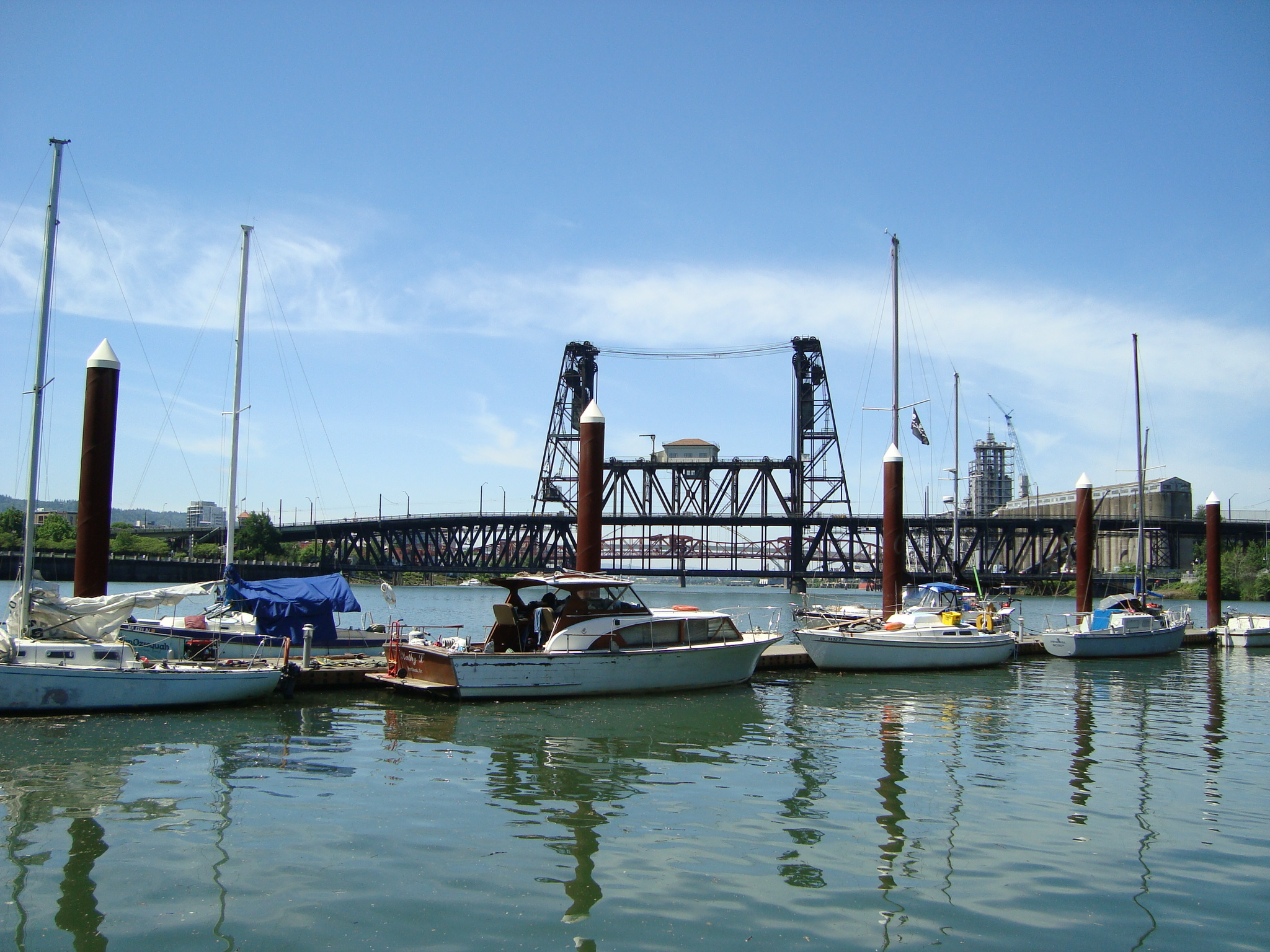
Steel Bridge

## Partnerská města
- Archangelsk, Rusko
- Aškelon, Izrael
- Bologna, Itálie
- Corinto, Nikaragua
- Guadalajara, Mexiko
- Chabarovsk, Rusko
- Kao-siung, Tchaj-wan
- Mutare, Zimbabwe
- San Pedro Sula, Honduras
- Sapporo, Japonsko
- Su-čou, Čína
- Ulsan, Jižní Korea